# لا پارا
لا پارا (به اسپانیایی: La Parra) یک شهرستان در اسپانیا است که در استان باداخس واقع شده‌است.